# Ка ди Тости (Мачерата)
Ка ди Тости (итал. Ca' di Tosti) насеље је у Италији у округу Мачерата, региону Марке.
Према процени из 2011. у насељу је живело 23 становника. Насеље се налази на надморској висини од 394 м.